# 중앙태평양어군
중앙태평양어군(영어: Central Pacific languages) 혹은 피지폴리네시아어군(Fijian–Polynesian)은 오세아니아어군의 한 분기군으로, 피지와 폴리네시아에서 쓰이는 언어들로 이루어진다.

## 분류
Ross et al. (2002)에서는 중앙태평양어군 언어들을 다음과 같은 연결체들로 분류한다.
- 서부
  - 로투마어
  - 서피지 연결체: 나모시나이타시리세루아어, 서피지어 (나드로가 방언, 와야 방언)
- 동중앙태평양 연결체
  - 동피지 연결체: 바우어 (표준 피지어), 고네다우어, 라우어와 로마이비치어
  - 폴리네시아어군

서피지어군 언어들은 로투마어와, 동피지어군 언어들은 폴리네시아어군과 각각 계통 상 더 가깝지만, 이후의 접촉으로 인해 양 피지어군 언어들이 재수렴했다. 로투마어는 폴리네시아어군 언어들로부터 영향을 받았다.